# Harms am Wall
Harms am Wall war ein Textil-Kaufhaus in der Hansestadt Bremen, Am Wall 158–161. Das Gebäude wurde 1909 von den Architekten Richard Jansen und Victor Meeussen erbaut und im Mai 2015 durch Brandstiftung völlig zerstört.

## Entstehung, Architektur und Entwicklung
Der Bremer Kaufmann Frerich Hinrich Harms gründete 1865 die Textilhandlung F. H. Harms in Bremen, die später von seinem Sohn Louis Adolf Wilhelm Harms (1872–1941) weitergeführt wurde. Der Neubau des Geschäftshauses am Wall wurde 1911 in zeittypischer Reformarchitektur errichtet. Die klaren Fassaden US-amerikanischer Geschäftshäuser jener Zeit beeinflussten die Entwürfe der beiden Architekten maßgeblich, die Fenstergliederung und die Ornamentik der Sandsteinfassade zeigten dies deutlich. Durch das Haus führte über eine Treppe die Harms-Passage zur Einkaufsstraße Schüsselkorb und zum Domshof. Harms am Wall war zunächst ein typischer Wäsche- und Aussteuerladen. Von 1915 bis 1928 beherbergte das Gebäude auch das Büro der beiden ausführenden Architekten.
2001 übernahm der heutige Geschäftsinhaber Hans Eulenbruch alle Geschäftsanteile der Familie Harms. Die drei Gebäude Am Wall, die das Kaufhaus inzwischen umfasste, wurden jedoch erst 2009 von der Asendorf Familienstiftung an das Unternehmen Müller & Bremermann verkauft.
Etwa zwei Monate nach dem Brand wurde das Kaufhaus in einem anderen Haus Am Wall wiedereröffnet.

## Brand 2015

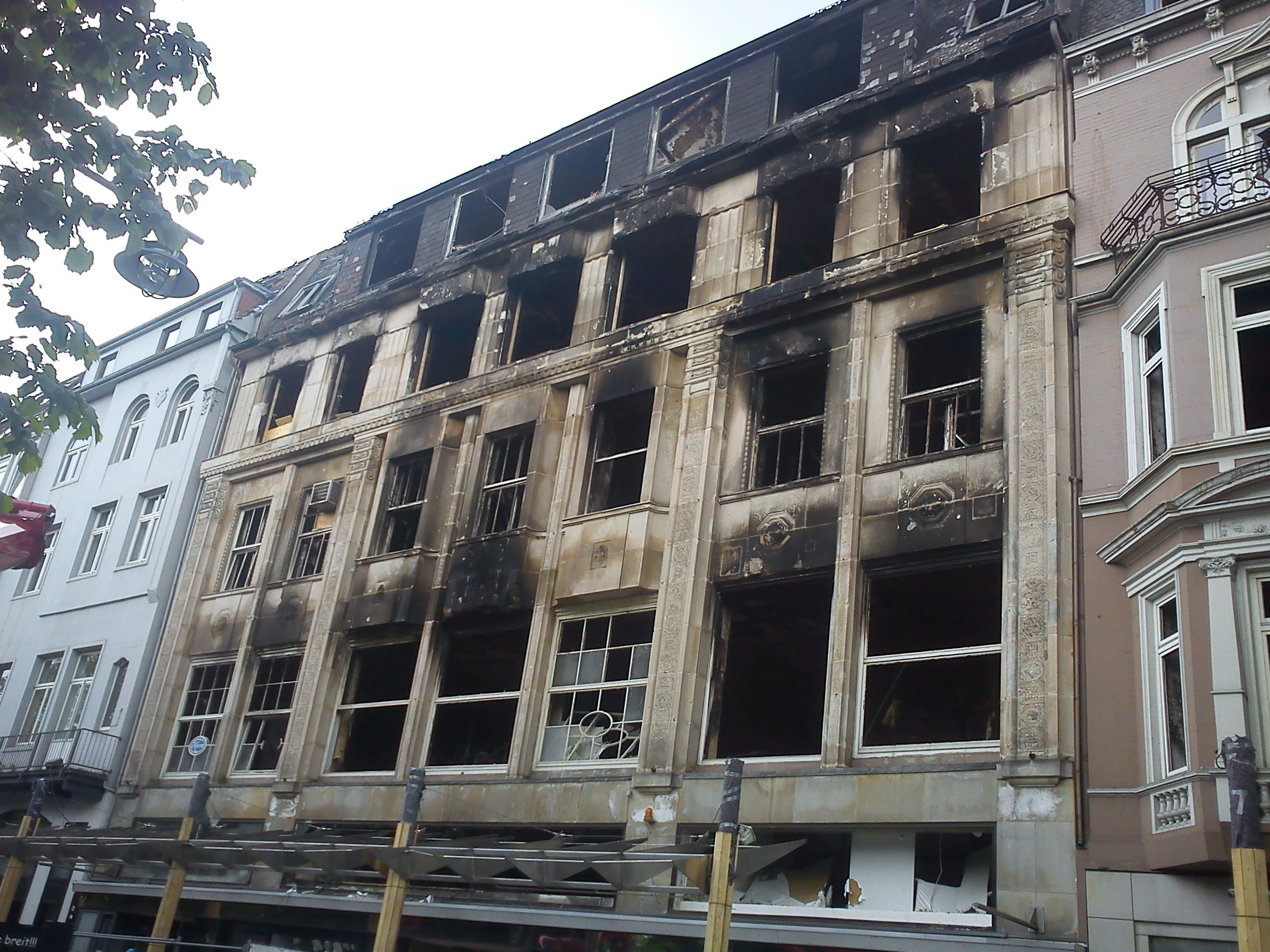
Das ausgebrannte Haus Harms Am Wall am 26. Mai 2015

In der Nacht vom 6. zum 7. Mai 2015 brannte das Bremer Traditionskaufhaus in kurzer Zeit aus. Aus dem brennenden Haus konnte der Inhaber noch die Bänder der Überwachungskameras retten. Er gab gegenüber der Polizei an, überfallen und eingesperrt worden zu sein. Die Täter hätten das Feuer im Dachgeschoss gelegt.
Das Haus wurde vollständig zerstört; der Schaden lag nach Schätzungen im zweistelligen Millionenbereich. Zwei angrenzende Häuser wurden stark beschädigt und die Einkaufsstraße „Am Wall“ war für mehrere Monate für den Verkehr gesperrt. Das Gebäude musste abgerissen werden.

## Prozess
Der ehemalige Inhaber und sein Geschäftspartner wurden vor dem Landgericht Bremen angeklagt. Der Prozess wegen besonders schwerer Brandstiftung, Vortäuschen einer Straftat und versuchtem Versicherungsbetrug begann am 1. August 2016. Der Geschäftspartner wurde als Komplize verdächtigt und saß in Untersuchungshaft. Im Rahmen dieses Prozesses wurden zahlreiche Zeugen und Sachverständige vernommen. Am 29. März 2017 erklärte das Gericht die Beweisaufnahme für geschlossen.  Am 31. März 2017 wurden die beiden Angeklagten durch das Gericht freigesprochen.